# Politique en Allemagne
Le fonctionnement du régime politique allemand est régi par une constitution appelée loi fondamentale (Grundgesetz).
L'Allemagne est un État fédéral, composé de seize Länder, dont la capitale fédérale est Berlin. Elle est organisée selon le principe de séparation des pouvoirs et d'une démocratie parlementaire à régime parlementaire.

## Institutions

### Pouvoir exécutif

#### Présidence

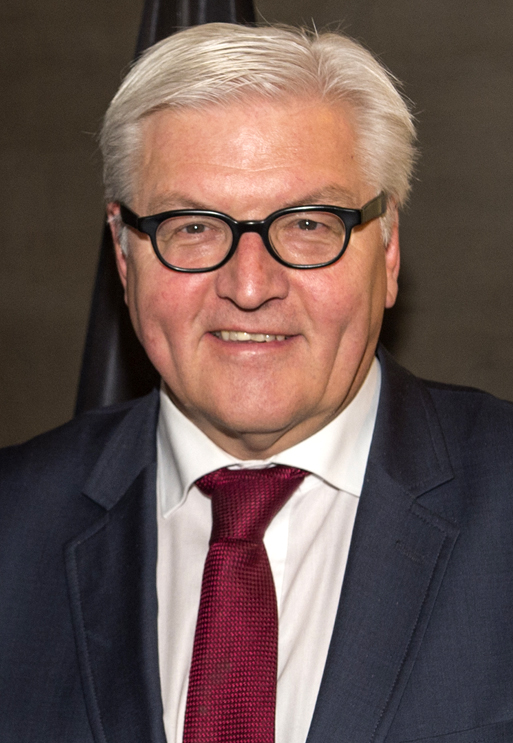
Frank-Walter Steinmeier, actuel président fédéral.

Le chef de l'État, le président fédéral (Bundespräsident), est élu pour cinq ans au suffrage indirect. Il est élu par l'Assemblée fédérale (Bundesversammlung) composée pour moitié de tous les députés du Bundestag (Assemblée parlementaire) et pour l'autre moitié d'un nombre égal de représentants élus par les Landtage, les parlements des Länder. La Bundesversammlung se rassemble au Palais du Reichstag à Berlin.
Son mandat n'est renouvelable qu'une fois. Le président fédéral n'incarne qu'un rôle de représentation de l'État allemand avec très peu de pouvoir. Il propose formellement le chancelier qui doit être élu par le Bundestag et sa signature est exigée pour toute loi adoptée par le Bundestag pour qu'elle soit mise en vigueur. Il ne peut pas refuser sa signature. Le président fédéral peut formellement dissoudre le Bundestag mais seulement dans deux cas précis : lorsque le Bundestag n'arrive pas à se mettre d'accord pour désigner un chancelier ou lorsqu'il ne donne pas sa confiance au chancelier. La résidence officielle du président fédéral est le château de Bellevue à Berlin, une deuxième résidence officielle se trouve à Bonn (Villa Hammerschmidt).
Le 12 février 2017, Frank-Walter Steinmeier, ancien ministre fédéral des Affaires étrangères, est élu président de la République fédérale dès le premier tour de l'élection présidentielle.

#### Chancelier
Le chef de gouvernement, le chancelier fédéral (Bundeskanzler), exerce de fait l'essentiel du pouvoir exécutif. Il est élu à la majorité absolue des membres du Bundestag sur proposition du président fédéral, par un scrutin secret, après la conclusion des négociations entre les partis politiques. Il va fixer les grandes orientations de la politique allemande. Si au premier tour le candidat proposé par le président n'est pas élu, le Bundestag peut élire un candidat de son choix avec majorité absolue dans les 14 jours. Si aucun candidat n'est élu dans ce terme, il y a un dernier tour : si un candidat reçoit la majorité absolue, le président est obligé de le nommer chancelier ; sinon, le président peut décider dans les 7 jours ou de nommer chancelier le candidat ayant reçu la majorité relative des votes ou de dissoudre le Bundestag.
Le chancelier demeure responsable devant le Bundestag. Il propose au président fédéral les ministres fédéraux que celui-ci doit nommer.
Le Bundestag ne dispose que d'une possibilité de « Motion de défiance constructive » (Konstruktives Misstrauensvotum), c'est-à-dire en élisant un autre chancelier à la majorité absolue. Néanmoins, le chancelier a toujours le droit de poser une question de confiance. Si le Bundestag refuse la confiance au chancelier, le président doit le dissoudre, sur proposition du chancelier, dans les 21 jours, dans la mesure où le Bundestag n'a pas élu un autre chancelier entre-temps. Ce mécanisme a été utilisé plusieurs fois par un chancelier disposant en fait d'une majorité pour provoquer de nouvelles élections. Le chancelier a également un rôle central dans la diplomatie allemande : c'est en général lui qui représente l'Allemagne à l'étranger, et non le président fédéral.
Olaf Scholz est chancelier depuis 2021. En Allemagne, il n'y a pas de limite de mandat pour le chancelier. Angela Merkel, tout comme Helmut Kohl, sont ainsi restés 16 ans au pouvoir.
Le rôle central accordé au chancelier se justifie par des raisons historiques : il s’agissait, après la seconde guerre mondiale, d’éviter de concentrer trop de pouvoir dans les mains d’une seule personne et de privilégier un régime parlementaire fort et stable. L’étendue des pouvoirs du chancelier, à côté d’un président qui occupe essentiellement une fonction symbolique, a par ailleurs conduit Konrad Adenauer à parler d’une « démocratie du chancelier » (Kanzlerdemokratie) pour évoquer le système institutionnel allemand violation du droit d'auteur.

### Pouvoir législatif
Le pouvoir législatif est exercé par le Bundestag avec une participation du Bundesrat plus ou moins importante selon les cas.
Le Bundestag est la chambre des députés et le Bundesrat est l'organisme représentatif des Bundesländer.
Il y a deux types de lois : Zustimmungsgesetze (lois à approbation — l'agrément du Bundesrat est exigée) et Einspruchsgesetze (lois à objection — le Bundesrat peut déposer un recours — sinon la loi passe).

#### Bundestag

Palais du Reichstag, siège du Bundestag.

Le Bundestag est élu pour quatre ans au suffrage universel proportionnel direct au niveau fédéral. Il compte au moins 598 députés dont 299 sont élus à la majorité simple dans des circonscriptions électorales.
Le mode de scrutin pour élire les députés du Bundestag est dit « mixte » : il s'agit d'un scrutin majoritaire uninominal et proportionnel par compensation. En Allemagne, l'électeur dispose ainsi pour voter de deux voix, représentées sur un seul et même bulletin de vote par deux colonnes violation du droit d'auteur. La première (Erststimme) sert à désigner 299 députés de la circonscription électorale et la deuxième (Zweitstimme) à déterminer la composition proportionnelle du Bundestag.
L'ensemble des mandats est en principe partagé à la proportionnelle entre les partis ayant reçu au moins 5 % des Zweitstimmen ou gagné au moins trois circonscriptions électorales. Les mandats gagnés dans les circonscriptions sont d'abord imputés au nombre de sièges auquel un parti a droit selon le résultat du scrutin proportionnel. Si le parti a droit à plus de sièges en fonction des Zweitstimmen, ces sièges sont ensuite pourvus sur base de listes. Si, en revanche, un parti a gagné plus de circonscriptions dans un Land qu'il ne doit recevoir selon le résultat des Zweitstimmen, le surplus lui reste comme mandats supplémentaires (Überhangmandate). Le Bundestag élu en 2005 rassemble 614 députés (603 élus en 2002), soit 11 mandats supplémentaires. En cas de siège vacant pour un parti qui dispose dans ce Land d'un mandat supplémentaire, il n'est pas remplacé.
Ce sont les députés du Bundestag qui élisent le chancelier et votent les lois, ratifient les traités, adoptent le budget fédéral, mais aussi autorisent l’engagement des forces armées. Ils disposent de nombreux pouvoirs de contrôle du gouvernement, au travers des séances parlementaires (plénières ou commissions) mais aussi par le biais des commissions d'enquête. Formées à la demande d'au moins 25 % des députés, ces commissions sont chargées de contrôler ponctuellement l'action gouvernementale sur des sujets précis. Elles peuvent auditionner des experts, rassembler des preuves, puis établissent un rapport, qui sera débattu par le Bundestag violation du droit d'auteur.
Le budget annuel du Bundestag est d'un peu moins d'un milliard d'euros violation du droit d'auteur.

#### Bundesrat
Le Bundesrat (Conseil fédéral) est composé de membres nommés par les gouvernements des Länder. Chaque Land a selon sa population entre 3 et 6 votes au Bundesrat. Le gouvernement d'un Land peut désigner autant de membres du Bundesrat qu'il a de votes, mais les autres membres de son gouvernement sont en fait systématiquement désignés comme suppléants, ce qui leur donne le même droit de présence et de parole que celui dont disposent les membres titulaires. Les votes d'un Land doivent toujours être donnés en bloc. Il convient de noter que son rôle s'est récemment accru car il est désormais chargé des rapports entre l'Allemagne et l'Union Européenne.

#### Procédure législative
En principe la compétence législative appartient aux Länder allemands. L'État fédéral dispose seulement de la compétence législative dans les domaines expressément énumérés dans la Loi fondamentale. Néanmoins ces compétences ont en réalité une dominance sur les compétences des Länder. Il y a trois catégories de compétences législatives fédérales :
- les compétences exclusives (art. 73 de la Loi fondamentale) dans lesquelles il ne reste aucune compétence aux Länder (comme politique extérieure, nationalité, monnaie, postes et télécommunications) ;
- les compétences concurrentes (art. 74 de la Loi fondamentale) dans lesquelles il reste la compétence législative aux Länder s'il n'y a pas de législation fédérale et la législation fédérale n'est licite que s'il y a une nécessité d'une législation uniforme au niveau fédéral (entre autres le droit civil et pénal, l'aide sociale, le droit du commerce, le droit du travail, l'assurance sociale et la circulation routière) ;
- les compétences de cadre (art. 75 de la Loi fondamentale) dans lesquelles la législation fédérale ne peut régler que les principes de la législation des Länder (comme le droit de la fonction publique, l'écologie et le droit des universités).

Les Länder disposent presque entièrement de la compétence législative concernant la culture (y compris l'audiovisuel), l'éducation et la police, le système judiciaire, la rétribution de la fonction publique dans leur Land, les impôts (Ländersteuern - des impôts qui non sont pas dans la compétence du Bund), la plupart de la législation sur les constructions, l'ordre public, la santé, l'inspection du travail et des entreprises.
Le pouvoir législatif fédéral appartient au Bundestag. Dans quelques domaines ayant une conséquence spéciale pour les Länder, l'accord du Bundesrat est nécessaire. Ce sont en particulier toutes les lois qui règlent non seulement le droit matériel mais aussi les institutions ou la procédure administrative au niveau des Länder, mais aussi lorsque les ressources fiscales des Länder sont affectées (c'est le cas de la plupart des lois fiscales, parce qu'une quote-part de beaucoup d'impôts fédéraux va aux Länder). Si un projet de loi n'a pas besoin de l'accord du Bundesrat, celui-ci peut tout de même le rejeter avec la majorité absolue (35) de ses votes. Dans ce cas-là, pour que le projet de loi soit adopté, il faut que le Bundestag renverse le veto à la majorité de ses membres (majorité chancelière). Si le rejet du Bundesrat est décidé avec la majorité de deux tiers (46) de ses votes, il faut que le Bundestag le renverse avec une majorité de deux tiers des membres présents, mais au moins la majorité absolue de ses membres.
En cas de rejet d'un projet de loi par le Bundesrat, une commission de conciliation (Vermittlungsausschuss) formée par 16 députés du Bundestag et un représentant de chacun des Länder doit proposer un compromis. Si le compromis modifie le projet de loi, celui-ci a besoin d'un nouvel accord du Bundestag avant que le Bundesrat puisse décider.
La loi fondamentale de la République fédérale d'Allemagne ne permet pas d'organiser de référendum fédéral mais la procédure prévue à l'article 29 pour le redécoupage des Länder implique une consultation des populations concernées.

### Système judiciaire
La plus haute cour est le Tribunal constitutionnel fédéral (Bundesverfassungsgericht) qui siège à Karlsruhe. Selon l'article 93 de la Loi Fondamentale elle possède pour attributions principales de :
- juger de la conformité avec la constitution des lois votées par le parlement ;
- trancher les litiges entre institutions ;
- juger - en dernier ressort - de la constitutionnalité des décisions administratives ;
- prononcer l'interdiction d'un parti politique.

Les autres cours d'importance sont :
- La cour de justice fédérale (Bundesgerichtshof), qui est la plus haute instance dans le processus judiciaire. Les tribunaux fédéraux (Bundesgerichte) ont pour attribution d'uniformiser l'application des lois par les Länder et de juger sur les litiges concernant le déroulement de la procédure judiciaire. La cour a son siège à Karlsruhe, mais le 5e sénat pénal à Leipzig. Il est prévu qu'un jour tous les sénats pénaux résident à Leipzig ;
- Le Tribunal administratif fédéral (Bundesverwaltungsgericht) à Leipzig ;
- La Cour fiscale fédérale (Bundesfinanzhof) à Munich ;
- Le Tribunal du travail fédéral (Bundesarbeitsgericht) à Erfurt ;
- Le Tribunal social fédéral (Bundessozialgericht) à Cassel.

## Fédéralisme
Un des principes de toutes les constitutions allemandes (sauf celles de la République démocratique allemande de 1968 et 1974) est le fédéralisme. Néanmoins entre 1933 et 1945 et en RDA depuis 1952/1958 le fédéralisme était supprimé. Après la Seconde Guerre mondiale, les Länder ont été rétablis avant la fondation de l'État fédéral.
L'article 79 alinéa 3 de la loi fondamentale établit même une garantie éternelle interdisant tout changement de constitution abrogeant le fédéralisme ou la participation des Länder dans la législation fédérale. Le fondement du fédéralisme est que l'exercice des pouvoirs étatiques et l'accomplissement des missions de l'État relèvent des Länder. Les institutions fédérales n'ont que les pouvoirs que la constitution leur assigne.
Chaque Land a sa propre constitution avec ses individualités, un parlement, un gouvernement et (sauf le Schleswig-Holstein) une Cour constitutionnelle.
Un important programme de réforme du fédéralisme (Föderalismusreform) a été lancé par deux commissions, l'une en 1991-1992, puis en 2003-2004, dirigée par Franz Müntefering et Edmund Stoiber. Une transformation de la constitution requérant en Allemagne une majorité des deux tiers, d'importantes divergences entre le SPD et la CDU sur le contenu de ces réformes ont pour l'instant empêché leur aboutissement.

### Pouvoir législatif
Le pouvoir législatif appartient aux Länder lorsque la compétence législative de l'État fédéral n'est pas expressément réglée par la Loi fondamentale. En principe, toute norme fédérale valable prime néanmoins sur une norme contraire d'un Land, d'après le principe de droit «Bundesrecht bricht Landesrecht». Si ce principe reste valable, la réforme constitutionnelle du 27 octobre 1994, entrée en vigueur le 15 novembre 1994, a renforcé le fédéralisme en limitant strictement l'exercice de la compétence législative fédérale concurrente aux cas où elle est indispensable. Avant cette réforme, il suffisait que la législation fédérale apparaisse nécessaire. Ainsi, l'État fédéral ne peut exercer cette compétence concurrente que si une législation différente selon les Länder n'est pas acceptable et que ceux-ci sont incapables de coordonner leur législation. La réforme a également soumis totalement l'exigence de législation fédérale au recours au Tribunal constitutionnel. Comme le Tribunal l'a déjà jugé deux fois, il ne suffit plus que les institutions fédérales affirment la nécessité d'intervenir. Par exemple, il ne voit plus l'exigence d'une uniformité du droit de fermeture des magasins de sorte qu'une réforme de la loi fédérale en ce domaine où elle reste en vigueur par droit transitoire est soumise à la législation des Länder.
Restent de la compétence législative des Länder, entre autres :
- la police
- l'ordre public général
- les écoles et universités
- la culture et les fêtes légales
- les relations entre État et Églises
- le droit communal
- la radio et la télévision
- le droit relatif aux constructions
- la protection des monuments
- le droit routier (sauf la circulation et les grands axes routiers fédéraux)

En revanche, les Länder n'ont presque plus de compétence en matière de droit civil, pénal, commercial et de la procédure judiciaire, tant la législation fédérale est importante dans ce domaine.

### Pouvoir exécutif
L'administration et l'exécution même des lois fédérales sont attribuées aux autorités des Länder (ce qui comprend les pouvoirs subordonnés comme les communes). Une administration fédérale n'existe que dans des domaines limités :
- le service diplomatique
- l'administration fiscale fédérale
- les grandes routes fluviales
- la navigation
- le service militaire
- l'administration du trafic aérien
- les chemins de fer
- la protection des frontières selon la législation fédérale
- l'ordre public, les renseignements généraux, la police criminelle et la collecte de documents, selon la législation fédérale des autorités centrales, uniquement pour protéger la constitution et le pays des menées sur le territoire fédéral qui, par l'emploi de la force ou par des préparatifs en ce sens, mettent en danger les intérêts extérieurs de la République fédérale d'Allemagne
- l'institution par la loi d'autorités supérieures dans les domaines qui relèvent de la législation fédérale (ce n'est qu'exceptionnellement que des autorités inférieures fédérales supplémentaires peuvent être créées).

Une bonne partie de l'administration est effectuée par les communes et arrondissements (Kreise) qui sont soumis au contrôle des Länder.

### Pouvoir judiciaire
Alors que la procédure judiciaire et la détermination des types de juridictions à prévoir sont presque complètement réglées par lois fédérales, l'institution des tribunaux, la fixation de leurs ressorts et la désignation des juges appartiennent aux Länder. Seules les cours de dernière instance sont fédérales (ainsi qu'un tribunal inférieur en matière de propriété intellectuelle et des petites juridictions disciplinaires). Un appel au Tribunal administratif fédéral n'est ouvert que si l'interprétation de la législation fédérale est concernée. Il existe ainsi, parmi les tribunaux des Länder :
- juridictions ordinaires : les cours d'appel (Oberlandesgerichte - celle de Berlin s'appelant Kammergericht, tribunal de chambre, pour des raisons historiques), les tribunaux régionaux (Landgerichte) et les Amtsgerichte qui sont souvent traduits en français par tribunal d'instance (la traduction littérale est tribunal de bailliage et c'est ce terme qui a été systématiquement employé après 1918 en Alsace-Lorraine et dans les Cantons de l'est en Belgique - une traduction plus moderne pourrait être tribunal cantonal)
- juridictions administratives : les tribunaux administratifs supérieurs (Oberverwaltungsgerichte) qui, pour des raisons historiques en Bade-Wurttemberg, Bavière et Hesse sont nommées Cours administratives (Verwaltungsgerichtshöfe) et les tribunaux administratifs (Verwaltungsgerichte)
- juridictions fiscales : les tribunaux fiscaux (Finanzgerichte)
- juridictions du travail les tribunaux régionaux de travail (Landesarbeitsgerichte) et les tribunaux de travail (Arbeitsgerichte)
- juridictions sociales : les tribunaux sociaux régionaux (Landessozialgerichte) et les tribunaux sociaux (Sozialgerichte)

## Partis politiques
Les partis politiques jouent un rôle particulièrement important en République Fédérale d'Allemagne. À côté des deux grands partis traditionnels (la CDU/CSU et le SPD), il existe trois partis moyens, représentés au parlement et dans la plupart des gouvernements régionaux (le FDP, Bündnis 90/Die Grünen et Die Linke) et plusieurs petits partis dont certains détiennent quelques mandats locaux. Le parti d'extrême droite, l'AfD, a fait son entrée au Bundestag en 2017, en obtenant 12,6% des voix.

### Partis représentés auBundestag
- SPD - Sozialdemokratische Partei Deutschlands (Parti social-démocrate), sociaux démocrates
- CDU - Christlich Demokratische Union Deutschlands (Union des chrétiens-démocrates), démocrates-chrétiens
- CSU - Christlich Soziale Union (Union des chrétiens sociaux), démocrates-chrétiens Bavarois
- Bündnis 90/Die Grünen (Alliance 90/les Verts), écologistes
- AfD - Alternative für Deutschland (Alternative pour l'Allemagne), extrême droite
- Die Linke (La Gauche), gauche antilibérale
- SSW - Südschleswigscher Wählerverband, régionalistes de la minorité danoise

### Partis représentés au Parlement européen sans être représentés au Bundestag
- FW - Freie Wähler (Électeurs libres)
- Tierschutzpartei (Parti de protection des animaux)
- FAMILIE - Familienpartei Deutschlands (Parti des familles d'Allemagne)
- ödp - Ökologisch-Demokratische Partei (Parti écologiste-démocrate)
- Die PARTEI - Partei für Arbeit, Rechtsstaat, Tierschutz, Elitenförderung und basisdemokratische Initiative (Parti pour le travail, l'État de droit, la protection des animaux, l'élitisme et l'initiative démocratique)
- FDP - Freie Demokratische Partei (Parti libéral-démocrate)
- BSW - Bündnis Sahra Wagenknecht - Vernunft und Gerechtigkeit (Alliance Sahra Wagenknecht pour la raison et la justice)
- Volt

## Politique familiale
La politique familiale allemande présente par rapport à celle des pays voisins un certain nombre de particularités liées à son histoire. Elle a commencé à se structurer lors de la révolution industrielle, et avec la création de la protection sociale sous l'impulsion du chancelier Bismarck. À la fin du XIXe siècle, l'Allemagne est ainsi l'un des premiers pays au monde à développer une couverture santé pour une partie de la population.
Un des éléments fondateurs de la politique familiale et du droit familial allemands est la volonté de l'État allemand dès cette époque de protéger les enfants naturels (nés hors mariage), et de leur garantir une filiation paternelle. D'après la conception qui se trouvait en grande partie à la base du Code civil allemand en cette matière, dans sa première édition de 1900, la mère naturelle était en général considérée comme issue de milieu défavorisé, ayant eu son enfant par inexpérience et légèreté, et donc peu qualifiée pour se charger de son éducation, et le père comme souvent introuvable et non intéressé par son enfant naturel. Le code civil de 1900 ne conférait pas la puissance parentale à la mère non mariée, laquelle revenait à un tuteur d'État. La mère n'était responsable que des soins de la personne de l'enfant. La loi de prévoyance sociale de la jeunesse (Jugendwohlfahrtsgesetz) créa en 1920 les Offices de la Jeunesse (Jugendamt), chargés de prendre soin de l'enfance en danger. Cette institution devint alors le tuteur d'office (Amtsvormund) de l'enfant naturel, chargé de retrouver son auteur paternel pour lui réclamer des aliments.
Il importe donc à l'État de trouver un père à l'enfant naturel, non seulement pour alléger ses propres cotisations sociales, mais aussi pour protéger ce que l'État considère comme un droit inaliénable de tout enfant, qu'il soit naturel ou légitime - le droit à la filiation.
Cette époque fondatrice dans la culture juridique et sociale de la famille en Allemagne, marque dès lors de rôle prépondérant de l'État dans la prise en charge de l'enfant naturel. À cela s'ajoute le schéma très conservateur de la répartition des rôles au sein de la famille pour les enfants légitimes, schéma lié à la prépondérance de la bourgeoisie traditionnelle aux mains de l'économie du pays.
L'avènement du national-socialisme va marquer en profondeur l'histoire du rôle de l'État dans la famille, et en particulier du Jugendamt. Dès le début des années 1930, et durant plus de dix ans soit la moitié d'une génération, cette institution chargée de la jeunesse est chargée de veiller à l'application des théories sociales, familiales et raciales en vigueur. La culture du retrait des enfants à leurs parents et de leur éducation dans des institutions d'État se renforce. Le contrôle par l'État de la natalité, de la famille et de l'éducation est porté à son maximum.
À la fin des années 1940, le nouvel État démocratique ouest-allemand prend des orientations familiales résolument opposées, renonçant à toute politique familiale coordonnée par l'État. Le Jugendamt traverse jusque vers 1953 une période de transition, placé sous le contrôle du ministère de l'intérieur. Dans l'ensemble, les fondements de la politique familiale restent proches de ceux du début du XXe siècle, l'État gardant la puissance parentale par l'intermédiaire du Jugendamt sur les enfants naturels. Cette approche a déjà à cette époque consacré l'omniprésence du Jugendamt dès la naissance, la mère étant sommée dès après l'accouchement de désigner un père pour l'enfant. La tradition ancienne du rôle paternel, loin de l'éducation des enfants, cantonne le père dans un rôle de payeur qui ne cherche pas à s'occuper du quotidien de l'enfant, ni même à avoir des contacts réguliers avec lui. Même s'il est ressenti comme de moins en moins adaptée à la société, ce concept demeure très fortement ancré dans le droit, puisque le code civil de 1900, toujours en vigueur à la fin des années 1960, stipule dans son article 1589 alinéa 2, que « l'enfant naturel et son père ne sont pas considérés comme apparentés ». Le lien entre le père naturel et son enfant n'est que purement pécuniaire (Zahlvaterschaft).
Il faut attendre la loi du 19 août 1969 sur la condition juridique des enfants nés hors mariage pour voir la puissance parentale quitter partiellement le monopole de l'État et être dévolue à la mère. Mais le lien de l'enfant naturel au père n'évolue quasiment pas : la Zahlvaterschaft est maintenue en l'état, l'enfant n'acquiert automatiquement ni le nom, ni la nationalité du père, et ce dernier ne possède à son égard aucun droit d'éducation ni de visite. Le droit de visite ne peut être accordé au père qu'à titre exceptionnel par le tribunal des tutelles (code civil § 1711), s'il est prouvé qu'un contact personnel de l'enfant avec son père est dans l'intérêt de l'enfant. La charge de la preuve revient donc au père qui souhaiterait maintenir un lien avec son enfant naturel en cas de séparation: on conçoit aisément que cela soit virtuellement impossible dans une société non habituée à l'utilité du lien entre un enfant et son père.
Au début des années 1990, et notamment avec les modifications sociales apportées par la réunification des deux Allemagne, la tutelle obligatoire du Jugendamt sur les enfants naturels est de plus en plus mal ressentie par la société. À cette époque en outre, les unions libres sont devenues une part importante des couples parentaux, et le code civil ne correspond plus à la réalité sociale. Ce n'est qu'en 1998 que la réforme du code civil lève la tutelle obligatoire du Jugendamt sur les enfants naturels, et donne officiellement au père la possibilité du statut de parent.
Toutefois la différence de culture familiale de l'Allemagne demeure majeure par rapport à la plupart des pays voisins, qui en dehors de l'Autriche et de la Suisse, ont tous connu une adaptation beaucoup plus rapide du code civil à la réalité sociale.
Même si elles sont sorties du droit de manière obligatoire, l'intervention du Jugendamt ainsi que la quasi-exclusivité maternelle dans le cas des unions libres avec enfant demeurent profondément ancrées dans les habitudes. Entre 1960 et 2000, une génération et demie ayant connu une proportion croissante d'enfants nés hors mariage a grandi sans figure paternelle au quotidien. La génération d'avant avait quant à elle connu un absentéisme paternel majeur, pendant et après une guerre qui a tué plusieurs millions d'hommes allemands entre 20 et 45 ans, et blessé physiquement et psychiquement des millions d'autres. Le nombre d'enfants orphelins au moins de père - sinon des deux parents - au sortir de la Seconde Guerre mondiale a été estimé entre 5 et 10 millions. C'est donc la société dans son ensemble qui depuis 1945 est psychologiquement marquée par l'absence de figure paternelle.
Dans la deuxième décennie du XXIe siècle, l'Allemagne conserve encore par rapport à ses voisins une culture de l'éducation des enfants reposant très majoritairement sur la mère. Le code civil est l'un des derniers en Europe, avec la Suisse et l'Autriche, à ne pas reconnaître automatiquement l'autorité parentale conjointe aux couples non mariés donnant naissance à un enfant. Parallèlement, le rôle du Jugendamt est de plus en plus remis en question. De la même manière que l'ensemble des administrations chargées de l'action sociale en Allemagne, le Jugendamt n'est soumis qu'à l'autorité administrative de la commune, mais ne dispose pas de chaîne hiérarchique technique (Constitution allemande Grundgesetz, Art. 28 §2 ; loi sur l'enfance et la jeunesse Kinder- und Jugendhilfegesetz (KJHG) de 1991 chap 2 §4, 27-41 et chap.3 §42 à 57 ; loi sur la juridiction volontaire Gesetz über die Angelegenheiten der Freiwilligen Gerichtsbarkeit (FGG) §§ 49, 49a, 50 ; code civil § 1684).
Une partie de l'action du Jugendamt, et notamment les expertises psychologiques, est en outre déléguée à des associations caritatives, donc également non soumises à une chaîne hiérarchique technique. La qualité et le fondement scientifique des interventions du Jugendamt est donc régulièrement mise en cause, et nombre de scandales ont éclaté, relativement à des séparations abusives entre des enfants et leurs parents. Les situations les plus aiguës concernent les couples binationaux non mariés, dans lesquels le parent non-allemand, étranger à la culture de mainmise de l'État sur la famille, rejette vivement les interventions du Jugendamt, attisant la suspicion de cette administration. En 2007, plusieurs centaines de plaintes émanant de parents non-Allemands avaient été ainsi déposées à la commission des pétitions du Parlement européen.
La présence obligatoire du Jugendamt au sein des procédures de justice familiale, à la fois en tant que partie à la procédure au titre de troisième parent, et en tant que conseiller technique du juge, est plus particulièrement remise en cause, considérée par les parents non-allemands d'enfants binationaux comme une subordination de la justice familiale au contrôle de l'État.